# Iglesia de Fredrik
La Iglesia de Fredrik (en sueco: Fredrikskyrkan) se encuentra en Karlskrona, Blekinge, al sur de Suecia. Situada en Stortorget (en sueco: Gran Plaza), la plaza principal del centro de la ciudad, la Iglesia de Fredrik está desde el año 1998 incluida dentro del Sitio de Patrimonio Mundial de la UNESCO de Karlskrona.

## Historia
La construcción de la Iglesia de Fredrik comenzó el 9 de septiembre de 1720 como reemplazo de la iglesia temporal de madera de la ciudad, la Iglesia de Eduvigis Leonor (en sueco: Hedvig Eleonora kyrka). La primera piedra de la Iglesia de Fredrik fue colocada por el entonces gobernador Salomon von Otter, el muro de cimentación se completó el 25 de agosto de 1721, y la iglesia fue consagrada en 1744. Aunque el príncipe heredero Adolfo Federico estuvo presente en el evento, el edificio fue nombrado en honor a Federico I. Las agujas en las torres de la iglesia se completaron en 1758.
Hubo varias restauraciones. La de 1805-1806 estuvo a cargo del arquitecto Olof Tempelman. Las restauraciones interiores ocurrieron en 1913-1915 bajo Axel Lindegren, y hubo otra en 1967-1968. Una restauración exterior tuvo lugar en 1997-1998.

## Arquitectura y accesorios
La Iglesia de Fredrik fue construida en estilo barroco según un diseño de Nicodemus Tessin el Joven. Sus torres son una característica notable. El carillón está ubicado en la torre sur, y hay 35 campanas, que fueron instaladas en 1967 por la Fundición de Campanas Bergholtz. El reloj suena tres veces al día.
El púlpito de 1854 está en estilo neoclásico según el diseño del arquitecto Johan Adolf Hawerman; precede al altar. La pila bautismal de madera tallada fue donada por el constructor naval Gilbert Sheldon. La plata de la iglesia se conserva en una caja fuerte masiva.
El primer órgano de la iglesia provino de la Iglesia de Eduvigis Leonor. Cuando se tomó la decisión de comprar un órgano más grande y adecuado, Lars Wahlberg recibió el contrato para construir un órgano con 29 paradas, 2 manuales y un pedal. Cuando se terminó en 1764, había insertado las 34 voces que son accionadas por seis grandes fuelles. El órgano de Wahlberg fue reemplazado en 1905 por uno construido por Åkerman & Lund Orgelbyggeri en Estocolmo; fue reconstruido en 1982-1987 por Grönlunds Orgelbyggeri.